# Brayton (North Yorkshire)
Brayton is een civil parish in het bestuurlijke gebied Selby, in het Engelse graafschap North Yorkshire.